# 하이 스쿨 뮤지컬 2
《하이 스쿨 뮤지컬 2》은 미국에서 상영된 드라마로 《하이 스쿨 뮤지컬》의 후속작이다.

## 줄거리
여름 방학을 맞이한 이스트고교. 트로이와 친구들은 에반스 남매의 어머니가 소유한 휴양지에서 아르바이트를 하게 된다. 사실 이것은 바로 샤페이의 술수다. 이번 기회에 트로이와 가브리엘라를 멀어지게 할 참이었는데 집사의 실수로 트로이는 물론이고 그의 친구들과 가브리엘라까지 전부다 고용해버리고 만것이었다. 결국 샤페이는 계획을 바꾼다. 트로이 혼자 고속승진을 시켜버려 모두에게서 멀어지도록 만든것이다. 하지만 계획에는 차질이 생긴다. 언제나 자기편을 들어줄거라고 믿었던 동생이 자신이 그렇게 적대하던 트로이의 친구들과 어울리기 시작했기 때문이다.

## 등장인물
- 트로이 볼튼 (배우: 잭 에프론)

휴양지 아르바이트를 하던 도중 혼자만 고속승진이 되자 아무것도 모르고 기뻐한다. 하지만 곧 친구들과 여자친구와의 사이가 틀어지기 시작하자 그제야 잘못을 깨닫는다.
- 가브리엘라 몬테즈 (배우: 버네사 허진스)

여전히 트로이와 사이좋은 연인이었지만 트로이가 고속승진의 기쁨에 만취해 친구들을 멀리하는걸 보곤 애정이 식어버린다.
- 샤페이 에번스 (배우: 애슐리 티스데일)

트로이와 가브리엘라를 갈라놓기 위해 술수를 부리기 시작했지만 하나뿐인 동생이 적대하던 친구들의 곁으로 돌아서자 질투심이 폭발한다.
- 라이언 에번스 (배우: 루커스 그레이빌)

누나의 말이라면 자다가도 복종이었던 전편과는 달리 여기선 누나의 갈굼이 도를 넘어서자 거친 반항으로 일관한다.

## 같이 보기
- 하이 스쿨 뮤지컬
- 하이 스쿨 뮤지컬: 졸업반

1편, 2편과 달리 극장판으로 상영되었다.